# بستوريا
بلدية بستوريا (بالإسبانية: Busturia)‏ هي بلدية تقع في مقاطعة بيسكاي, التي تقع في منطقة الباسك شمالي إسبانيا.

## أعلام
- خوان دي ساجاربيناجا

## وصلات خارجية
- (بالإسبانية)